# Tanella Boni

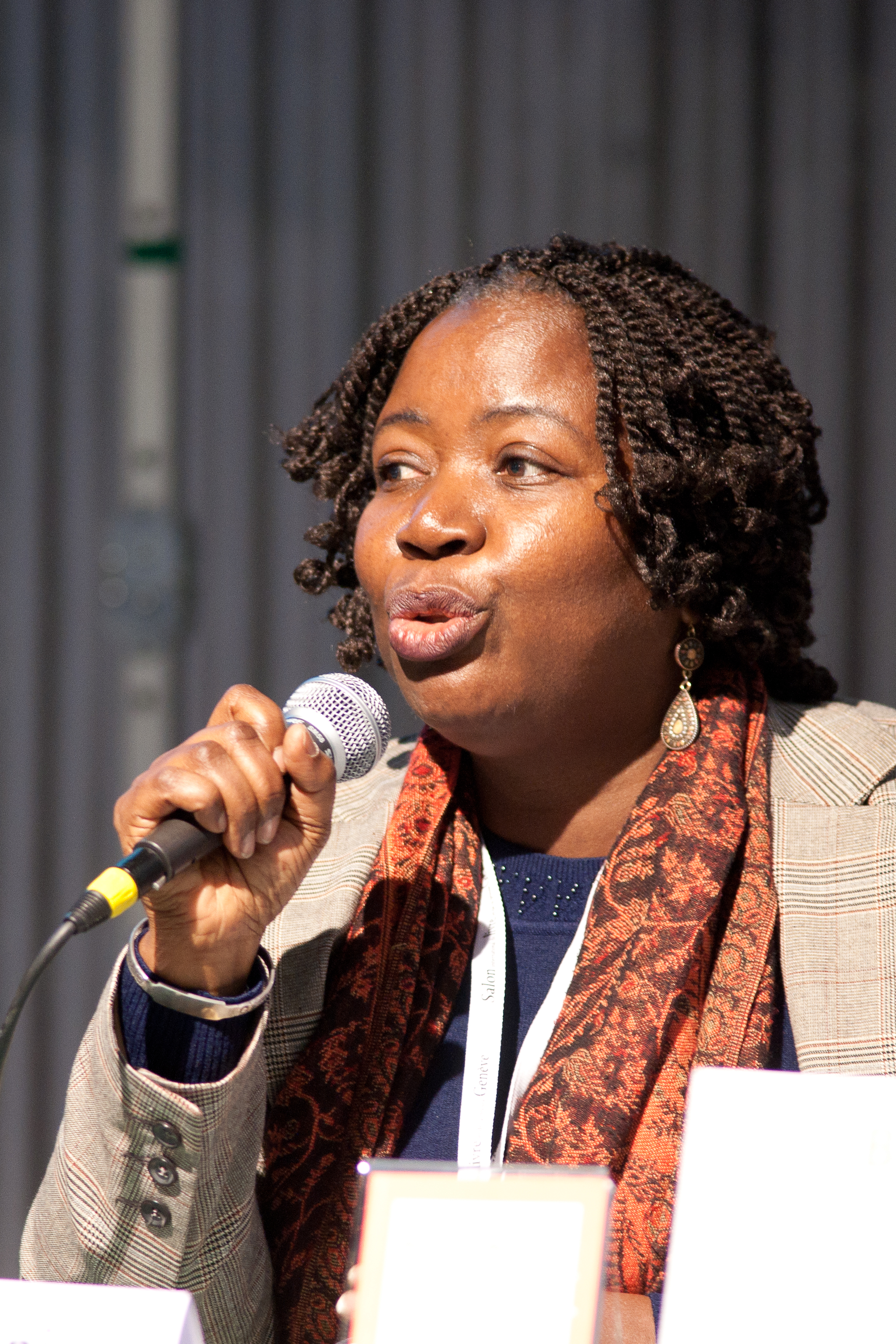
Tanella Boni auf der Buchmesse in Genf 2012

Suzanne Tannella Boni (geb. 1954 in Abidjan, Elfenbeinküste) ist eine ivorische Dichterin und Schriftstellerin.

## Leben
Tanella Boni hat in Toulouse, und an der Sorbonne (Paris IV) studiert und mit dem Doktortitel in Philosophie abgeschlossen.  Danach ging sie nach Abidjan zurück und unterrichtete dort an der Université de Cocody. 2009 musste sie das Land verlassen und lebt seitdem in Paris. Als Autorin schreibt sie Lyrik, Kurzgeschichten, Romane sowie Kinderbücher und ist als Literaturkritikerin tätig.
Von 1991 bis 1997 war sie Vorsitzende des Schriftstellerverbands der Elfenbeinküste und organisierte bis 2002 das Festival international de poésie d’Abidjan. Im Jahr 2005 erhielt sie den nach Ahmadou Kourouma benannten Preis für ihren Roman Matins de couvre-feu.
2019 wurde sie in die Anthologie New Daughters of Africa von Margaret Busby aufgenommen.

## Werk
- Labyrinthe (Lyrik), Editions Akpagnon, Lomé 1984
- Une vie de crabe (Roman), Nouvelles Editions Africaines du Sénégal, Dakar 1990
- De l'autre côté du soleil (Kinderbuch), NEA-EDICEF, Paris 1991
- La fugue d'ozone (Kinderbuch), NEA-EDICEF, Paris 1992
- Grains de sable (Lyrik), Le bruit des autres, Limoges 1993
- Les baigneurs du lac rose (Roman), Nouvelles Editions Ivoiriennes, Abidjan 1995, neu aufgelegt bei Editions du Serpent à Plumes, Paris 2002
- Il n'y a pas de parole heureuse (Lyrik), Le bruit des autres, Limoges 1997
- L'Atelier des génies (Kinderbuch), Acoria, Paris 2001
- Chaque jour l'espérance (Lyrik), L'Harmattan, Paris 2002
- Ma peau est fenêtre d'avenir (Lyrik), Rumeur des Ages, La Rochelle, 2004
- Gorée île baobab (Lyrik),Le bruit des autres, Limoges und Écrits des Forges, Trois-Rivières/Québec, 2004
- Matins de couvre-feu (Roman), Editions du Serpent à plumes, Paris 2005
- Que vivent les femmes d'Afrique (Essay), Editions Panama, Paris 2008
- Les nègres n’iront jamais au paradis (Roman), Editions du Serpent à Plumes, Paris 2006
- Le Rêve du dromadaire (Lyrik, illustriert von Muriel Diallo), Ruisseaux d’Afrique, Cotonou 2009
- Myriam Makeba : une voix pour la liberté (Biographie), Éditions À dos d'âne, Paris 2009
- Jusqu’au souvenir de ton visage (Lyrik), Alfabarre Paris, 2010
- L’avenir a rendez-vous avec l’aube (Lyrik), Vents d’ailleurs, La Roque-d’Anthéron, 2011
- Toute d’étincelles vêtue (Lyrik), Vents d’ailleurs, La Roque-d’Anthéro 2014
- Là où il fait si clair en moi (Lyrik), Éditions Bruno Doucey, Paris 2017